# カラ・ドリュー
カラ・エリザベス・ドリュー（Kara Elizabeth Drew 1975年7月15日 - ）は、アメリカのプロレスラー、マネージャー。
NWS、PCWで活動後、2005年9月にOVWにチェリー・パイの名前でスローバックスのマネージャーとして登場、スローバックスがアンタッチャブルに改名後、2007年にデュース・アンド・ドミノのマネージャーとしてチェリーの名前で登場。デュースとドミノから別れ、別のタグチームとの活動をしていたが、2008年8月に放出された。

## タイトル
- JCW女子王座